# Абзалов, Рем Абзалович
Рем Абза́лович Абза́лов (28 июня 1914, Ташкент, Сырдарьинская область, Российская империя, — 7 февраля 1983, Ташкент, Узбекская ССР, СССР) — майор, Герой Советского Союза (1945).

## Биография
Родился 28 июня (15 июня по старому стилю) 1914 года в городе Ташкенте Сырдарьинской области Российской империи (ныне — Республика Узбекистан). По другим данным ― в селе Среднее Балтаево Тетюшского уезда Казанской губернии (ныне — Апастовского района Республики Татарстан). По национальности татарин. Начальное образование получил в местном медресе. После переезда в город Казань трудился рабочим на заводе; по направлению предприятия поступил и окончил рабфак. В 1936 году окончил курсы областной школы профсоюзного движения.
В конце 1930-х годов призван в ряды Красной Армии. Участник Советско-финской войны 1939—1940 годов. После демобилизации работал председателем заводского комитета Казанского авиационного завода (ныне Авиационное производственное объединение имени Горбунова). Поступил на рабфак Казанского государственного университета. В 1941 году стал членом ВКП(б)/КПСС.
Вторично в Красную Армию призван в 1942 году. Окончил курсы политсостава. Участник Великой Отечественной войны с 1942 года. Принимал участие в боях на территории Украины, Румынии, Болгарии, Югославии и Венгрии. Отличился при форсировании реки Дунай.
1 декабря 1944 года, командуя ротой 116-го гвардейского стрелкового полка (40-я гвардейская стрелковая дивизия, 4-я гвардейская армия, 3-й Украинский фронт), гвардии старший лейтенант Рем Абзалов форсировал Дунай в районе села Дунапатай, расположенного в 10-и километрах западнее венгерского города Пакш. Рота при захвате плацдарма уничтожила около 100 и взяла в плен 145 солдат и офицеров противника.
Указом Президиума Верховного Совета СССР от 24 марта 1945 года за образцовое выполнение боевых заданий командования на фронте борьбы с немецко-фашистскими захватчиками и проявленные при этом мужество и героизм, гвардии старшему лейтенанту Абзалову Рему Абзаловичу присвоено звание Героя Советского Союза со вручением ордена Ленина и медали «Золотая Звезда».
Войну закончил командиром стрелкового батальона.
Продолжил службу в Вооружённых Силах СССР. В 1946 году он окончил курсы «Выстрел». Был командиром полка Туркестанского военного округа. В 1950—1960 годах был военным комиссаром города Ташкента. В звании майора Р. А. Абзалов уволен в отставку.
Жил в столице Узбекистана — городе Ташкенте. Скончался 7 февраля 1983 года. Похоронен на аллее Героев Воинского кладбища в Ташкенте.

## Награды
- Медаль «Золотая Звезда» Героя Советского Союза (№ 4870, 24.03.1945)[1][2]
- Орден Ленина (24.03.1945)
- Ордена Красной Звезды (18.04.1944; 17.09.1944[3])
- Медали

## Память
- В честь Абзалова в Апастовском районе Татарстана на Аллее Героев установлен памятник.
- Надгробный памятник[4] установлен на Аллее Героев Воинского кладбища в Ташкенте.